# 孔飞
孔飞（1911年—1993年1月23日），科尔沁左翼中旗人，蒙古族，中华人民共和国政治人物，乌兰夫妹夫，妻子云清。

## 生平
早年参加革命，1946年，担任中国人民解放军卓索图盟纵队司令员，后担任内蒙古骑兵第十师师长，后担任内蒙古军区副参谋长、参谋长。1955年，授少将军衔。1977年，历任内蒙古自治区党委书记、自治区革命委员会主任、人民政府主席。